# Eugène-Louis-Ernest de Buchère de Lépinois
Eugène-Louis-Ernest de Buchère de Lépinois (* 14. Februar 1814 in Chenoise, Département Seine-et-Marne; † 19. November 1873 in Rouen) war ein französischer Historiker, Kunsthistoriker und Kunstkritiker.
Er war der Sohn von Pierre-Jean-Baptiste-Ernest de Buchère de Lépinois, einem Angehörigen einer ursprünglich aus Bern stammenden Adelsfamilie und Bürgermeister der Gemeinde Provins. Er war ein ausgezeichneter Schüler an der Hochschule von Provins. 1837 zog er nach Chartres.
Er verfasste zahlreiche Schriften, vor allem zur Baukunst Nordfrankreichs. Zu nennen sind hier insbesondere seine dreibändige Geschichte der Stadt Chartres und seine Arbeiten zur dortigen Kathedrale. Er war Mitglied der Académie des sciences, belles-lettres et arts de Rouen, der Société de l'histoire de Normandie und korrespondierendes Mitglied des Comité des travaux historiques et scientifiques.

## Schriften
- L’art dans la rue et l’art au Salon. Dentu, Paris 1859 (archive.org).
- Histoire de Chartres. 2 Bände. Garnier, Chartres 1854 und 1858 (archive.org Band I; archive.org Band II).
- Notice sur Laurent Desmoulins, poëte chartrain. Garnier, Chartres 1858.
- Notice sur Claude Rabet, poëte chartrain du XVIe siècle. Pétrot-Garnier, Chartres 1861.
- mit Lucien Merlet: Cartulaire de Notre-Dame de Chartres. 3 Bände. Garnier, Chartres 1862–1865. (archive.org Band I; archive.org Band II; archive.org Band III).
- Exposition rouennaise des beaux-arts 1869. E. Caignard, Rouen 1869.
- Société de l’histoire de Normandie. Assemblée générale du 1er juillet 1869. H. Boissel, Rouen 1869.
- Notice biographique sur A.-H. Lemonnier. H. Boissel, Rouen 1871.
- Le Voiturier de Provins, conte en vers. H. Boissel, Rouen 1877.
- Recherches historiques et critiques sur l’ancien comté et les comtes de Clermont-en-Beauvoisis, du XIe au XIIIe siècle. D. Père, Beauvais 1877.